# أحمد باشا البازركان
أحمد باشا البازركان سياسي عثماني أصبح والياً على بغداد خلفاً للوالي حسن باشا كتخدا. حيث ورد متسلمه إلى بغداد في (17 ذي الحجة 1102 ه‍) الموافق (5 كانون الثاني 1690 م)،ووصل هو إلى بغداد أوائل سنة(1103ه‍/1691 م).
وهذا الوزير أرسل كتخذاه بجم غفير إلى مانع شيخ المنتفق فعاد بمغلوبية فاحشة، كما ان هذا الوزير قضى أيامه في بغداد بامراض مزمنة فتوفي في 2 شوال 1103ه‍، (16 حزيران 1692 م) ودفن في مقبرة الأعظمية.